# Jacopino della Scala
Jacopino della Scala (XII secolo – dopo il 1248) è stato un mercante italiano.

## Biografia
Jacopino era nipote di Balduino della Scala, che diede origine alla dinastia Della Scala.
Inizialmente era un mercante di lana non particolarmente ricco e privo di titoli nobiliari. Abile e autorevole politico, incline alla pace, divenne vicario imperiale di Ostiglia, oltre a podestà di Cerea. Morì probabilmente dopo il 1248.

## Discendenza
Dalla prima moglie Margherita Giustiniani ebbe:
- Manfredo (1215-1256), vescovo di Verona dal 1241 al 1256.

Dalla seconda moglie Elisa Superbi ebbe:
- Mastino (?-Verona, 26 ottobre 1277);
- Alberto (?-Verona, 3 settembre 1301).
- Bocca (?-Villafranca, 1269);
- Guido (?-1273).